# Alberto Cirio

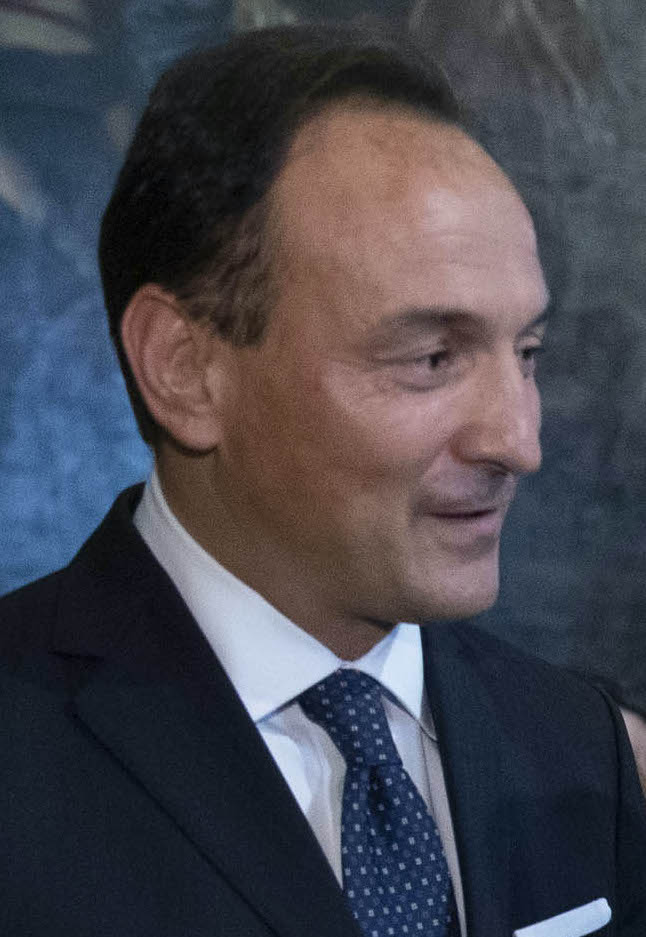
Alberto Cirio, 2019

Alberto Cirio (* 6. Dezember 1972 in Turin) ist ein italienischer Politiker der Forza Italia. Er ist seit 2019 amtierender Präsident der Region Piemont. Zuvor war er von 2014 bis 2019 Mitglied des Europäischen Parlaments.

## Leben
Alberto Cirio wuchs in einer Familie von Landwirten auf und absolvierte ein Studium der Rechtswissenschaft an der Universität Turin. Er besitzt ein landwirtschaftliches Unternehmen in der Region Langhe, das Haselnüsse produziert. Cirio ist verheiratet und hat zwei Kinder.
Für die Lega Nord war Cirio von 1995 bis 1997 und 1999 bis 2004 stellvertretender Bürgermeister und Beigeordneter der piemontesischen Stadt Alba (Provinz Cuneo). Nach seinem Wechsel zur Forza Italia wurde er 2004 als Vizebürgermeister bestätigt. Im Jahr darauf wurde er in den Regionalrat von Piemont gewählt, dem er bis 2010 angehörte. Von 2003 bis 2010 war er Präsident der nationalen Trüffelmesse in Alba. Inzwischen Mitglied der Mitte-rechts-Sammelpartei Il Popolo della Libertà (PdL), in der Forza Italia aufgegangen war, gehörte Cirio von 2009 bis 2014 dem Provinzrat von Cuneo an. Zudem war er von 2010 bis 2014 Beigeordneter für Bildung, Tourismus und Sport in der Regionalregierung Piemonts (unter dem Regionalpräsidenten Roberto Cota von der Lega Nord).
Nach der Wiederbelebung von Forza Italia wurde Cirio bei der Europawahl 2014 als Abgeordneter Nordwest-Italiens ins Europäische Parlament gewählt. Dort saß er in der christdemokratischen EVP-Fraktion. Er war Mitglied im Ausschuss für Umweltfragen, öffentliche Gesundheit und Lebensmittelsicherheit und im Petitionsausschuss, Delegierter im Ausschuss für parlamentarische Kooperation EU-Moldau und in der Parlamentarischen Versammlung EURO-NEST. 
Bei der Regionalwahl im Piemont 2019 war Cirio Spitzenkandidat des Mitte-rechts-Bündnisses aus Forza Italia, Lega Nord und Fratelli d’Italia. Er gewann die Wahl mit 49,9 Prozent und besiegte den bisherigen Amtsinhaber Sergio Chiamparino von der Partito Democratico. Am 6. Juni 2019 übernahm Cirio das Amt des Präsidenten der Region Piemont. Seit Juni 2022 ist er zudem Leiter der italienischen Delegation im Europäischen Ausschuss der Regionen.
Bei der Regionalwahl im Juni 2024 wurde er für eine zweite Amtszeit gewählt. 